# Locusta

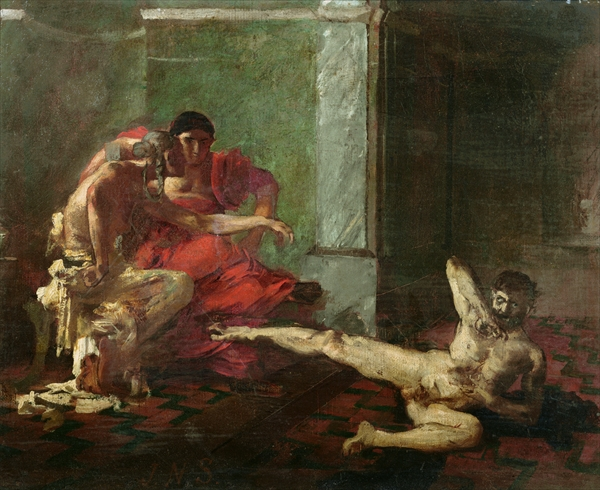
Locusta testar gift på en slav, målning från 1870-talet av Joseph-Noël Sylvestre

Locusta (eller Lucusta) född okänt datum, död 69, var en romersk giftblandare och seriemördare.
Locusta sägs ha varit från Gallien. Hon ska enligt romerska historiker, då hon redan var dömd för giftblandning, ha anskaffat giftet som användes av kejsarinnan Agrippina vid dennas mord på kejsar Claudius. Giftet sägs ha blandats i en svampmåltid som serverades av Claudius munskänk, eunucken Halotus. Det är dock inte klarlagt om Claudius verkligen blev mördad. Hon anlitades igen år 55 av kejsar Nero för att hjälpa till vid mordet på Claudius' son Britannicus; hon lyckades vid andra försöket, och mottog då av Nero immunitet för sina brott under sin livstid, stora lantegendomar och lärjungar skickade till sig. Locusta dömdes till döden av Galba i januari år 69 sju månader efter Neros död och avrättades tillsammans med några andra av Neros gunstlingar.
Hennes liv beskrevs av Suetonius, Tacitus och Dio Cassius, och hon nämns även av Juvenalis.

## Fotnoter
1. ↑  Enligt en antik skolie till Juvenalis satirer
2. ↑  Townend, G. B. (1972). ”The Earliest Scholiast on Juvenal”. The Classical Quarterly 22 (2):  sid. 376–387. ISSN 0009-8388. https://www.jstor.org/stable/638217. Läst 11 mars 2022.
3. ↑  Tacitus, 12.66-67
4. ↑  Suetonius, 33.2
5. ↑  Dio, 64.3.4

## Antika källor
- Cornelius Tacitus, Annaler (finns i svensk översättning på Tacitus.nu och i engelsk på LacusCurtius)
- Suetonius Tranquillus, Neros liv (finns i engelsk översättning på LacusCurtius)
- Dio Cassius, Romersk historia (finns i engelsk översättning på LacusCurtius)